# 安氏西鯡
安氏西鯡為輻鰭魚綱鲱形目鲱科的其中一種，分布於裏海海域，體長可達29.6公分，棲息在沿海海域，為洄游性魚類，屬肉食性。

## 擴展閱讀
維基物種上的相關：安氏西鯡